# Прямой переулок (Москва)
Прямо́й переу́лок — улица в центре Москвы в районе Арбат между Проточным переулком и дублёром Нового Арбата.

## История
До середины XIX века для сегодняшнего Прямого переулка на картах встречаются названия как Троицкий (Планы Пресненской и Тверской частей, 1851), так и Прямой (План города Москвы изд. Хавского, v.1, 1843). Прямой — наименование в противопоставление соседнему Кривому, ныне Панфиловскому, переулку. С середины XIX века по 1922 год — Прогонный переулок. Это название было связано с тем, что в XIX веке по нему прогоняли скот с торговой Смоленской-Сенной площади на водопой. В 1922 году переулку возвращено название Прямой во избежание дублирования с существовавшими пятью Прогонными улицами в Богородском.

## Описание
Прямой переулок начинается от Проточного чуть восточнее 1-го Смоленского и проходит на север параллельно Новинскому бульвару до дублера Нового Арбата.

## Здания и сооружения
По нечётной стороне:
- Дом 3/4, строение 1 — Медкурорт СО;

По чётной стороне: